# Avgas
För Avgas 100LL m.m., se Flygbränsle.

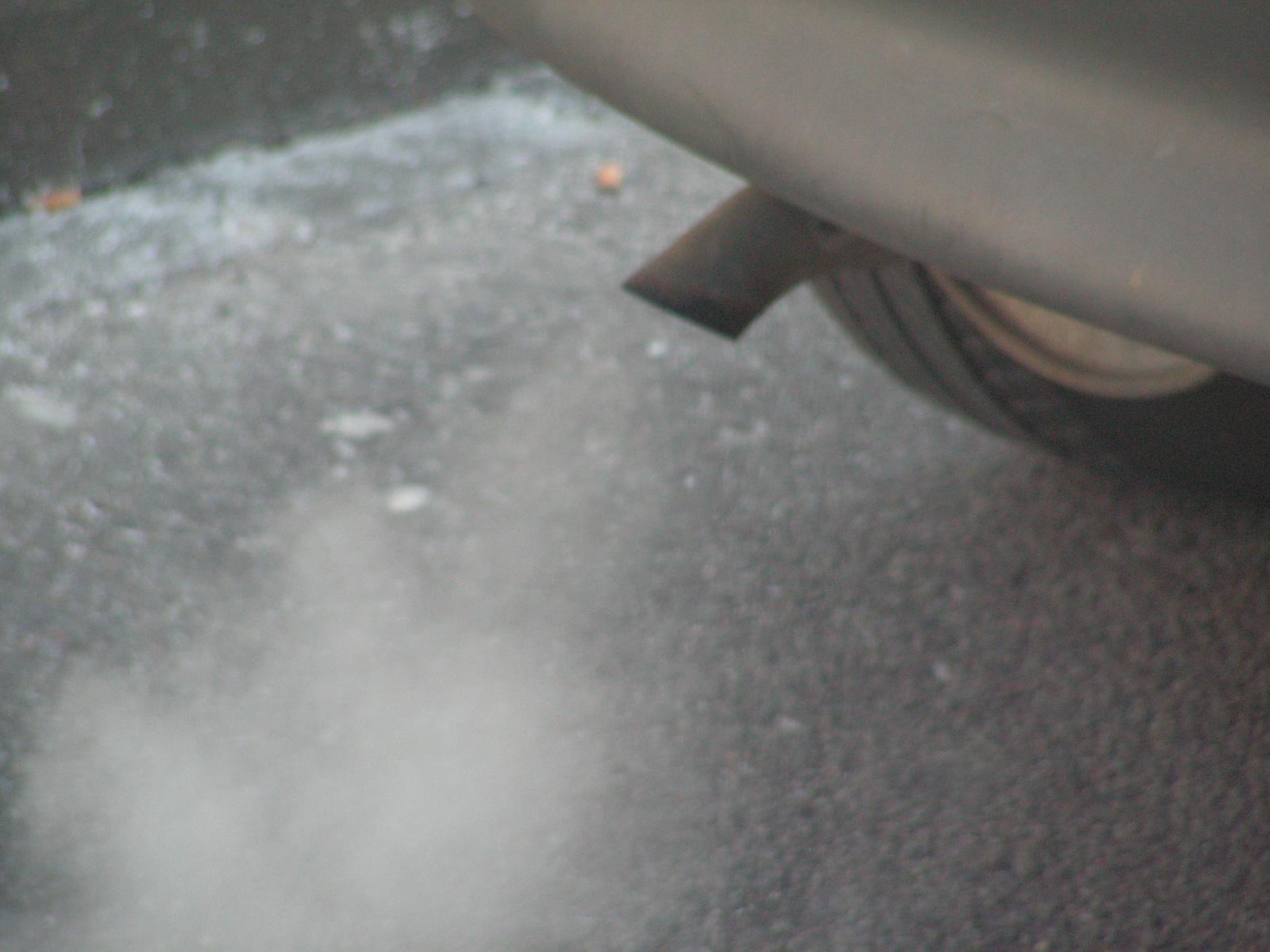
Avgaser

Avgaser är den allmänna beteckningen på produkter från en kemisk reaktion i gasfas. Ordet har därutöver särskilt kommit att beteckna de gasformiga restprodukterna från förbränningsmotorer.